# Alberca Olímpica Francisco Márquez

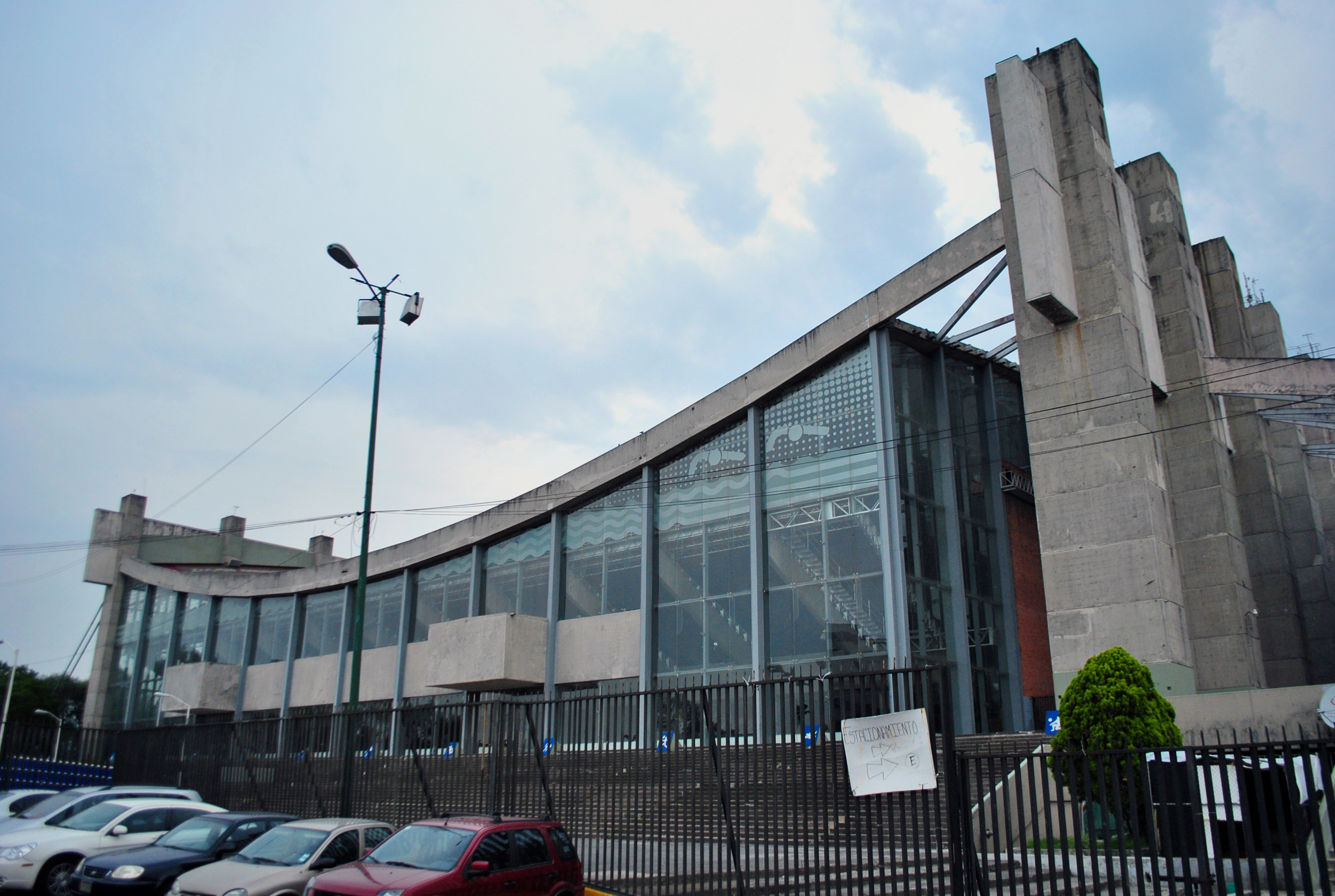
Außenansicht der Schwimmhalle

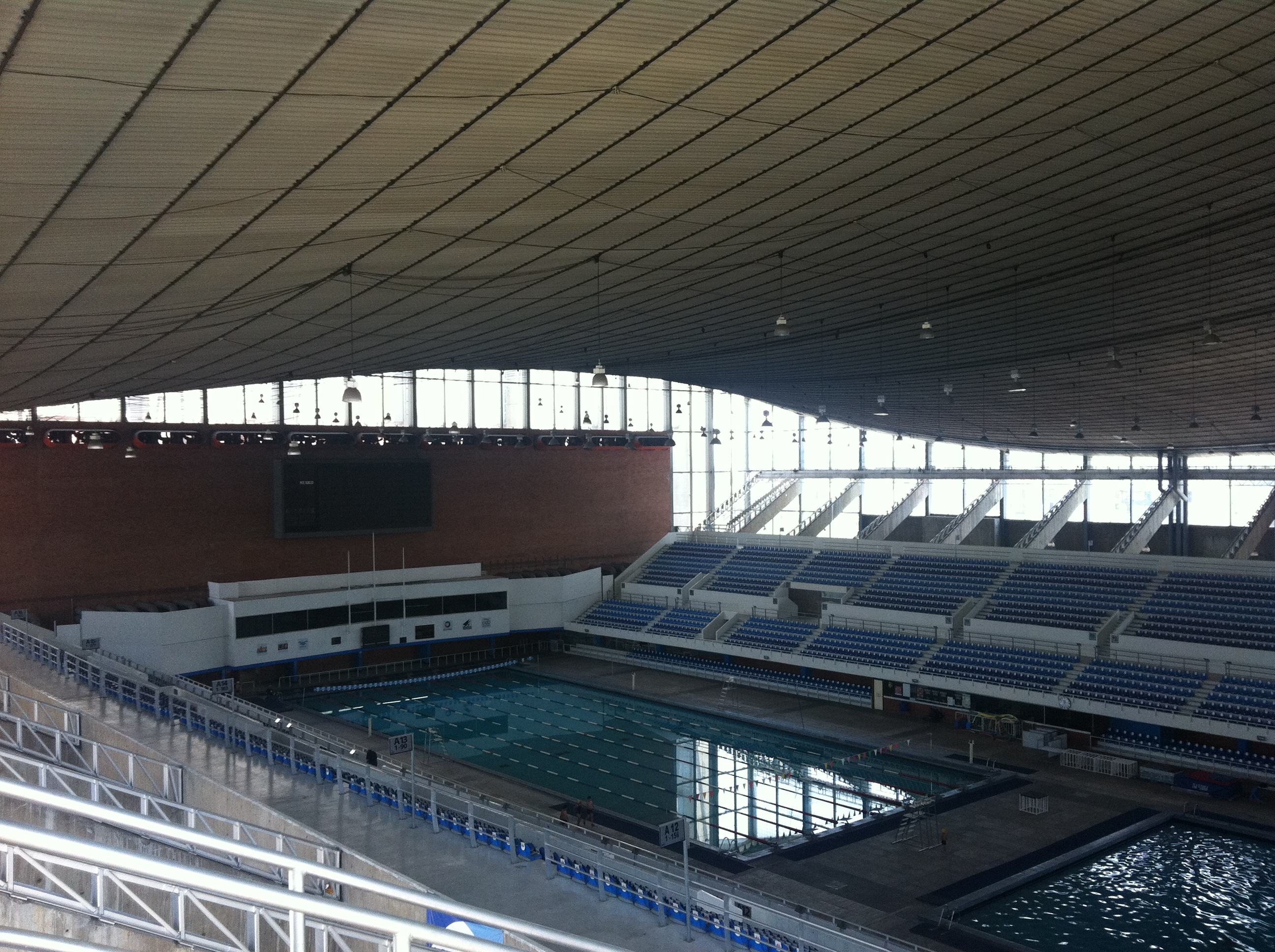
Innenansicht der Schwimmhalle

Das Alberca Olímpica Francisco Márquez ist eine Schwimmhalle in Mexiko-Stadt. Sie war Austragungsort der Wettkämpfe im Schwimmen, Wasserspringen, Spielen im Wasserball und dem Schwimmen des Modernen Fünfkampfes bei den Olympischen Sommerspielen 1968. Der Namensgeber ist der junge Kadett Francisco Márquez, der während des Mexikanisch-Amerikanischen Krieges bei der Schlacht von Chapultepec am 13. September 1847 fiel. Márquez gehört zu den Niños Héroes.
Das olympische Dorf befindet sich etwa zehn Kilometer vom Schwimmstadion entfernt. Die Halle bietet 5000 Zuschauern Platz, wobei für die olympischen Wettkämpfe 5000 temporäre Sitzplätze geschaffen worden waren. Das Schwimmbecken ist 50 Meter lang, 21 Meter breit und 1,8 Meter tief. Fenster unter der Wasserlinie ermöglichten Fotografen und Fernsehkameras Aufnahmen der Schwimmer unter der Wasserlinie. Hinzu kommt ein 30 mal 20 Meter großes Aufwärmbecken. Der Sprungturm hat Plattformen in drei, sechseinhalb und zehn Metern Höhe.
Nach den Olympischen Spielen wurden die Schwimmhalle für weitere Großereignisse genutzt. So fanden dort die Schwimmwettbewerbe und das Wasserspringen der Panamerikanischen Spiele 1975, der Universiade 1979 und der Zentralamerika- und Karibikspiele des Jahres 1990 statt. 2008 wurde die Schwimmhalle saniert und in Anwesenheit von Präsident Felipe Calderón wiedereröffnet.

## Weblink
Koordinaten: 19° 21′ 32,1″ N, 99° 9′ 17,3″ W